# Les Serres (Navès)
Les Serres és una masia de Navès (Solsonès) inclosa a l'Inventari del Patrimoni Arquitectònic de Catalunya.

## Situació
Es troba a la part central del terme municipal, damunt els plans al peu de la carena del Bassot, al marge esquerre del torrent de la Vallanca.
Per anar-hi es parteix de la carretera C-26 (de Solsona a Berga), al seu pas pel terme de Navès, al km. 114,2 (42° 00′ 05″ N, 1° 36′ 22″ E / 42.001501°N,1.606178°E). Aquí cal prendre la carretera a Besora i Busa. Carretera asfaltada i ben senyalitzada que se segueix fins que:
- Als 7,3 km. (42° 03′ 20″ N, 1° 36′ 33″ E / 42.055500°N,1.609270°E), en l'indret anomenat la Creu Roja, es deixa l'asfalt i es pren el trencall de la dreta, senyalitzat "Marsinyac" "Les Serres" "La Selva". A partir d'aquí, ni que la pista sigui bastant bona, és recomanable circular-hi en 4x4. Seguir sempre la pista principal.
- Als 9,8 km. es deixa el trencall a la dreta, senyalitzat "Marsinyac", i es continua amunt. La pista es redreça i després de creuar la carena de cal Moixí i més endavant el torrent de la Vallanca, arriba a la masia als 12,7 km. Poc més endavant es troba l'església de Sant Martí de les Serres.

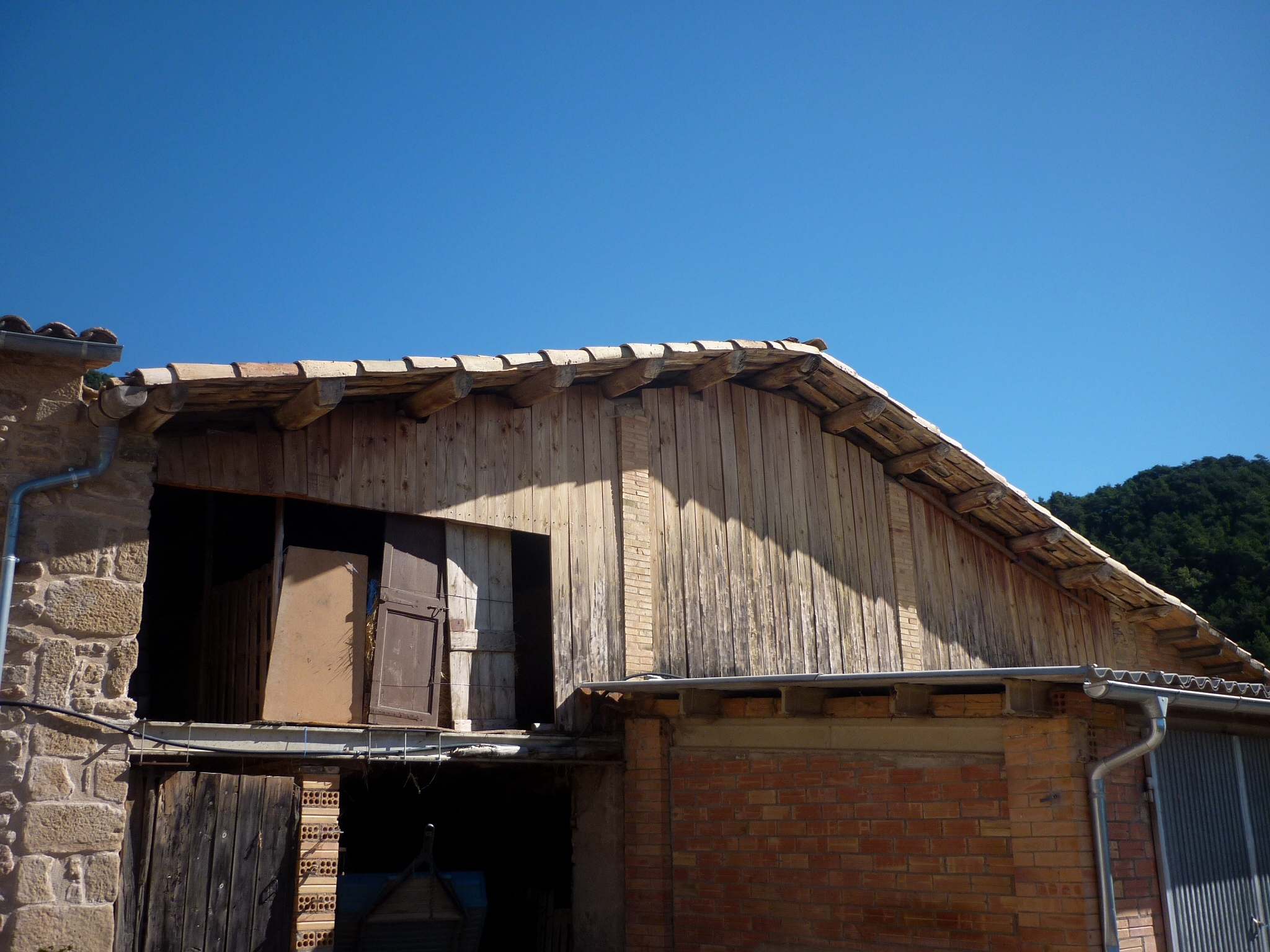
La pallera

## Descripció
Masia de planta rectangular amb teulada a dos vessants i orientada nord - sud. La porta principal és a la cara est, amb arc adovellat. Hi ha diversa tipologia de finestres i balcons. Té diversos coberts adossats a la casa. La planta baixa, té sòl de pedra i sostre de bigues.
El parament és de carreus irregulars, excepte a les llindes que són tallats. Conserva encara el forn i la premsa de vi.